# Erik Scholz
Erik Scholz (* 27. Februar 1926 in Budapest; † 6. Mai 1995 in Zsennye) war ein ungarischer Künstler.

## Leben
Scholz studierte ab 1944 an der Akademie der bildenden Künste in Budapest. Zunächst war er Student bei Istvan Szönyi und wechselte 1948 in die Mosaikabteilung von Géza Fónyi. 1949 machte er sein Diplom und war bis 1950 wissenschaftlicher Assistent an der Akademie.
1957 und 1958 war er auf Einladung der Salon Populiste für jeweils sechs Monate in Paris. 1987 zog er in das westungarische Dorf Zsennye. Hier entstand sein Spätwerk.

## Werk
Das Werk von Erik Scholz lässt sich keiner Kunstströmung zuordnen. Es manifestiert sich in drei Werkphasen. Sein Frühwerk ist dem Realismus verhaftet. Ab Mitte der 60er Jahre werden die Bilder abstrakter, Scholz bezeichnet diese zweite Werkphase als „assoziativen Naturalismus“. Mit dem Umzug nach Zsennye 1987 findet Scholz in der dritten Werkphase zu seiner authentischen malerischen Sprache. Er appliziert die schnurartigen Rhizomorphen des Pilzes Hallimasch und verwendet mit Kunstharz fixierte Holzasche in seinen Werken. Ein formaler Bildaufbau wird trotz gedanklicher und assoziativer Inhalte immer berücksichtigt.
Für Scholz verkörpern die Rhizomorphen, die wuchsen und vergingen und in seiner Kunst zu einem neuen Leben fanden, das zentrale Thema seines künstlerischen Anliegens: die Metamorphosen der Natur, das Werden und Vergehen, Leben und Sterben.
" Ich rufe die Lebensscherben vergangener Wesen ... aus Asche und den natürlichen Bioformen der Rhizomorphen hervor."

## Auszeichnungen (Auswahl)
- 1950: Munkácsy-Award
- 1952: 1. Preis der Gesellschaft für ungarisch-sowjetische Freundschaft
- 1961: Istvan Czók Medaille
- 1971: 1. Preis der Ungarischen Welt-Jagdausstellung
- 1988: Sombathely städtischer Kunstwettbewerb

## Einzelausstellungen (Auswahl)
- 1955: Sombathely Städtische Galerie
- 1960: Istvan Czók Galerie, Budapest
- 1972: Galerie Hörmann, Wiesbaden – Schlangenbad
- 1977: Kunsthalle Budapest
- 1987: Jókai Klub
- 1994: Ungarische Nationalgalerie, Budapest

## Gruppenausstellungen (Auswahl)
- 1957: Kunsthalle Budapest
- 1957: Ernst Múzeum, Budapest
- 1957: Museé d´Art Moderne, Paris
- 1958: Grand Palais, Salon d´Automne, Paris
- 1974: Akademie der Bildenden Künste, Ungarische Kunst der Gegenwart, Wien
- 1984: Art Basel
- 1987: Kunsthalle Tübingen
- 1992: Europa-Kunst ´92, Garching bei München
- 1994: Trapholt Museum, Kolding, Dänemark